# Silly Wizard
I Silly Wizard erano un famoso gruppo di folk scozzese, il cui nucleo originario è nato ad Edimburgo nel 1971.
Suonavano una grande varietà di tipica musica scozzese tradizionale, quali reels, gighe e arie, ma anche numerose loro composizioni.

## Discografia
- 1976 Silly Wizard
- 1978 Caledonia's Hardy Sons
- 1979 So Many Partings
- 1980 Take the High Road (Single)
- 1981 Wild and Beautiful
- 1983 Kiss the Tears Away
- 1985 Live in America
- 1985 Golden Golden
- 1985 The Best Of Silly Wizard
- 1987 A Glint of Silver
- 1988 Live Wizardry
- 2008 Live Again  TBC